# أولا هالدورسن
أولا هالدورسن (بالنرويجية البوكمول: Ola Haldorsen)‏ هو لاعب كرة قدم ومدرب كرة قدم نرويجي في مركز الدفاع، ولد في 29 أبريل 1965. شارك مع منتخب النرويج تحت 16 سنة لكرة القدم. أما مع النوادي، فقد لعب مع نادي بودو/غليمت.